# Júlio César Souza de Jesus
Júlio César Souza de Jesus (ur. 27 lipca 1971 w Goiânia) – brazylijski duchowny katolicki, w latach 2018–2024 biskup pomocniczy Fortalezy, biskup diecezji Floriano od 2024.

## Życiorys
Święcenia kapłańskie przyjął 27 czerwca 1998 i został inkardynowany do archidiecezji Teresina. Pracował jako duszpasterz parafialny, a w latach 2007–2013 był także wicerektorem seminarium duchownego.
11 lipca 2018 papież Franciszek mianował go biskupem pomocniczym archidiecezji Fortaleza oraz biskupem tytularnym Arba. Sakrę biskupią otrzymał 30 września 2018 z rąk arcybiskupa Jacinto Furtado de Brito Sobrinho.
7 czerwca 2024 papież został mianowany biskupem diecezji Floriano. 